# Ја сам рођен тамо на салашу
„Ја сам рођен тамо на салашу“, позната као и Салаш у малом риту, јесте песма која говори о трагичним догађајима Другог светског рата у Војводини.   

## О песми
Када је Бранко Бауер наручио песму за серију и филм „Салаш у Малом Риту“, из 1975. године, тражио је да има "војвођанску позадину, староградски жанр и осећај да је настала у време окупације". 
Текст песме написао је Миомир Петровић Саша, а музику Данило Даниловић, шеф ансамбла Данилушка. Песму је отпевао Драган Циле Мирковић, уз Миомира Петровића. Неки људи сматрају ову песму неслужбеном химном Војводине. 
Постоји и верзија Зорана Гајића из 1976. године. 

## Текст песме
Ту се срећу Срем, Банат и Бачка.
ту се грле три срца јуначка.
Ту и дете родни салаш воли,
ту се срце са челиком бори.

Нападали су мој салаш вуци,
палили га и Немци и Турци.
Убија зору кад се јави.
Мутили те, мој Дунаве плави.

Али кренуће свадбе са салаша,
вратиће се ведре летње ноћи,
процветаће наша равница.
Еј, салаши, опет ћу вам доћи!

Руке слабе, али је воља јака
мене прати хиљаде момака.
Не дам салаш крај Малог рита
Не дам своја војвођанска жита!